# Matteo Fabbro
Matteo Fabbro, nascido a 10 de abril de 1995 em Údine, é um ciclista italiano, membro da equipa Katusha-Alpecin.

## Palmarés
2017 (como amador)
- 1 etapa do Giro do Vale de Aosta

## Resultados nas Grandes Voltas
| Carreira        | 2018 | 2019 |
| --------------- | ---- | ---- |
| Giro d'Italia   | -    | -    |
| Tour de France  | -    | -    |
| Volta a Espanha | -    |      |

-: não participa
Ab.: abandono